# Exalted
Exalted é um RPG publicado pela editora White Wolf. É um jogo classificado como "high fantasy", mas pode ser descrito mais apuradamente como "fantasia mítica" e foi inspirado por uma mistura de mitologias do mundo, bem como o animes japoneses. O autor evitou ao máximo tomar como inspiração os trabalhos de J. R. R. Tolkien.

## Visão geral do jogo
A premissa básica do jogo é a de que os personagens do jogador são escolhidos por um ser superior(como o Sol Indomável (Unconquered Sun), Luna, os Neverborn, Autochthon, as Cinco Damas (Five Maidens), ou os Cinco Dragões Elementais (Five Elemental Dragons) e investidos com os poderes de um semideus.
Originalmente, os Exalted foram criados pelos deuses para destronar os outros Primordiais e governar a Criação. Entretanto, quando os Primordiais foram mortos, se tornando assim os Neverborn, eles amaldiçoaram todos os Exalted; mais ainda os Solar Exalted. Os governantes da Primeira Era tornaram-se decadentes e corruptos em seu grande poder antes de serem usurpados pelos servos dos Terrestrial Exalted. Após centenas de anos de perseguição, eles estão começando a retornar e crescer em número em uma Criação que pode não sobreviver aos seus inimigos tempo suficiente para os Exalted poderem colocar a sua marca no mundo mais uma vez, para o bem, ou para o mal.

## Influências
O cenário é fortemente influenciado por fantasia pulp como Tales from the Flat Earth de Tanith Lee; Conan de Robert Howard; Elric, Corum e Hawkmoon de Michael Moorcock; The Black Company de Glen Cook; e Gods of Pegaña de Lord Dunsany; assim como épicos clássicos como Romance dos Três Reinos, Margem da Água, Jornada ao Oeste, a Ilíada, a Odisseia, Beowulf, o Epopeia de Gilgamés e a Bíblia; e finalmente, filmes chineses no estilo wuxia, como The Storm Riders e O Tigre e o Dragão.
Outras influências, mais visuais e menos temáticas, incluem os animes e mangás japoneses, assim como videogame, especificamente RPGs, como Final Fantasy e Chrono Trigger, e o cenário Sword & Sorcery da própria White Wolf, as Scarred Lands.

## Mecânicas de jogo
O Exalted tem mecânica e temas similares às antigas series da White Wolf, o antigo Mundo das Trevas, mas existe em sua própria linha de produtos, a Era das Tristezas. O jogo tem um excelente histórico de vendas, comparável a Vampiro: A Máscara,  titulo mais famoso da White Wolf. Talvez para manter um senso de continuidade, o material publicado na primeira edição sugeria que a Era das Tristezas era a Pré-História do antigo Mundo das Trevas, porém isso não foi confirmado. Mas deve ser notado que a White Wolf frequentemente colocava nomes e temas familiares aos jogadores do Mundo das Trevas, adicionando lenha na fogueira da especulação de que é uma pré-história. Contudo, os Desenvolvedores comentaram que a conexão é tênue, para os jogadores decidirem se agarram, ou se a deixam ir. Com a criação do Novo Mundo das Trevas, essas similaridades tornaram-se ainda mais fracas. Além disso, a segunda edição insinua que aquela história é a verdadeira pré-história do nosso próprio mundo.
O jogo utiliza dados de 10 faces e um sistema de regras chamado Storytelling System para arbitrar a ação e como muitos outros RPGs, requer pouca coisa além do livro de regras, como dados, lápis e papel.